# Noël Blandin
Pour les articles homonymes, voir Blandin (homonymie).
Noël Blandin est un éditeur français né en 1968 dans la Côte-d'Or (France).

## Biographie
Formé à l'édition auprès de Jérôme Lindon et de Christian Bourgois, il a fondé les Éditions Sillages / Noël Blandin en 1986 à Paris.
Il a découvert et publié de nombreux écrivains français ou étrangers contemporains, dont entre autres: Kathy Acker (Don Quichotte, 1987), Gilles Zenou (Mektoub, 1987), Hawad (Testament nomade, 1987), Abdelwahab Meddeb (Tombeau d'Ibn Arabi, 1987), Juan Benet (L'Automne à Madrid, 1989), Georges Cheimonas (Roman, 1990), Kenji Miyazawa (Traversée de la neige, 1991), Gérard Khoury (La Maison absente, 1991), Nanni Balestrini (Blackout, 1992), Joël Vernet (Lâcher prise, 1992), Denise Brahimi (Un aller retour pour Cipango, 1992), Rada Iveković (Orients, critique de la raison post-moderne, 1992), Antoine Raybaud (Murs, 1992), Georges Corm (La Mue, 1992), Mao Dun (L'Eclipse, 1992), Voja Colanovic (Une angoisse pliante, 1992), Carlos Barral (Catalogne vue de la mer, 1992), Hélé Béji (Itinéraire de Paris à Tunis, 1992), Maryline Desbiolles (Les Chambres, 1992), Abdelkébir Khatibi (Triptyque de Rabat, 1993).
Il a collaboré à plusieurs maisons d'édition dont les éditions Belfond, les éditions L'Harmattan, Édisud et 10/18.
Il a édité, de 1986 à 1992, 11 numéros de la revue Détours d'écriture dirigée par Patrick Hutchinson.
Il est actuellement éditeur-directeur de publication de La République des Lettres, journal qu'il a fondé à Paris en 1994 (édition mensuelle sur papier de 1994 à 1998 et édition sur internet depuis 1996) et de la maison d'édition du même nom, spécialisée en sciences humaines et en littérature (plus de 800 titres disponibles).
Il a également fondé l'Agenda du Tango argentin, le site web de référence pour tous les événements de tango argentin en France, et publié un livre sur l'histoire du tango argentin.